# آفریدی

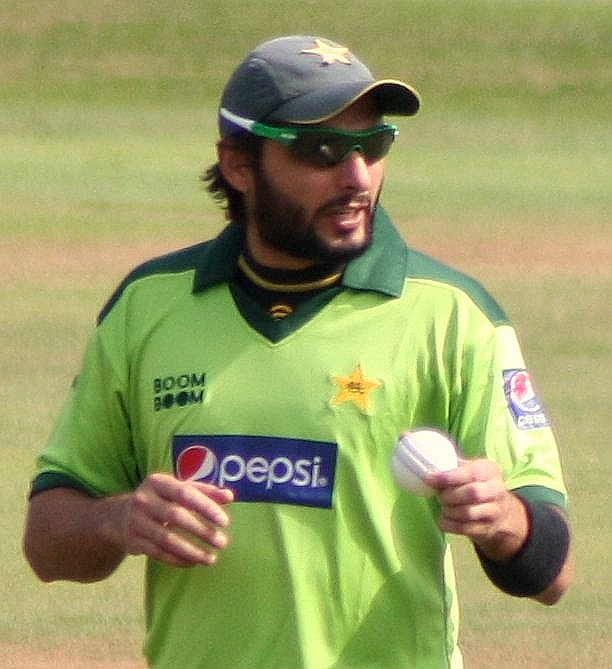
شاهد آفریدی از مردم آفریدی

آفریدی (پشتو: اپریدی) یکی از قبایل پشتون از شاخه کرلانی است که افراد آن بیشتر در پاکستان و شمار زیادی از آنها نیز در افغانستان سکونت دارند. بیشتر آفریدی‌ها در مناطق قبیله‌ای فدرال پاکستان و در ناحیه‌ای نیمه‌کوهستانی به مساحت ۳۰۰۰ کیلومتر مربع زندگی می‌کنند. زیستگاه آنان در کوه‌های سپین‌غر شرقی وقفع در غرب پیشاور است. تنگه خیبر و میدان و تیره در محدوده آفریدی‌ها قرار دارند. مهاجران آفریدی همچنین در هندوستان و بیشتر در ایالت‌های اوتار پرادش، بهار و جامو و کشمیر سکونت دارند.

آفریدی‌ها در تاریخ بیشتر به خاطر راهبردی بودن محل سکونتشان و جنگندگی آنها علیه نیروهای خارجی معروف‌اند. آنها در سراسر دوره گورکانیان هند در برابر سپاه گورگانی ایستادگی کردند و نبردهایشان علیه امپراطوری بریتانیا در جریان جنگ‌های انگلیس و افغان از خشونت‌بارترین نبردها در منطقه به‌شمار می‌آید.
پس از جنبش استقلال پاکستان، آفریدی‌ها در جنگ ۱۹۴۷ هند و پاکستان به نیروهای پاکستانی در حمله به جامو و کشمیر کمک کردند. امروزه آفریدی‌ها در مناطق قبایلی و خیبر پختونخوا پاکستان نقش غالبی ایفا می‌کنند و حمل و نقل و کسب و کار دیگر نظیر تجارت اسلحه و مهمات و دیگر کالاها در این مناطق در دست آنان است.

## طایفه‌ها
بریتانیایی‌ها آفریدی‌ها را به ۱۰ طایفه (خیل) مختلف دسته‌بندی می‌کردند که هر یک به نوبه خود به چندین گروه کوچکتر قابل دسته‌بندی بود:
- کوکی‌خیل
- ملک‌الدین‌خیل
- قنبرخیل
- کمرخیل
- زخاخیل
- سرمست‌خیل
- آکاخیل
- سپی
- آدم‌خیل
- سمیردانی‌خیل